# Maurice Alliot
Maurice Alliot (24. září 1903 – 22. října 1960) byl francouzský egyptolog. Působil jako profesor egyptologie v Lyonu (od roku 1937) a Paříži (od roku 1953). Jako člen výzkumného týmu francouzského institutu orientální archeologie se roku 1930 účastnil vykopávek v Dér el-Medině a Edfu.